# Stazione di Pizzo
Stazione di Pizzo vasútállomás Olaszországban, Calabria régióban, Pizzo településen.

## Vasútvonalak
Az állomást az alábbi vasútvonalak érintik:
- Battipaglia–Reggio di Calabria-vasútvonal

## Kapcsolódó állomások
A vasútállomáshoz az alábbi állomások vannak a legközelebb:
- Stazione di Francavilla Angitola-Filadelfia
- Stazione di Vibo Marina